# Pyrgulopsis robusta
Pyrgulopsis robusta е вид коремоного от семейство Hydrobiidae.

## Разпространение
Видът е разпространен в САЩ (Айдахо, Вашингтон, Орегон и Уайоминг).